# تيري سنو
تيري سنو (بالإنجليزية: Terry Snow)‏ هو رائد أعمال أسترالي، ولد في 1943.